# Mojito
A mojito egy alkoholos koktél, hagyományos kubai ital.
A hagyományos mojito nem túl erős ital, amely öt alkotóból áll: fehér rum, cukor (tradicionálisan cukornádlé), lime leve, ásványvíz és menta. Az eredeti kubai recept fodormentát használ, vagy a mentának a szigeten népszerű fajtáját, a yerba buena nevű növényt. Édessége, a frissítő citrus- és mentaíz jól kiegészíti a rum alkoholos ízét. A mojito népszerű nyári ital.
Készítésekor a cukorhoz (vagy sziruphoz) és a mentalevelekhez zöldcitrom lét adnak. A keveréket ezután a keverővel (angolul: muddler) enyhén összetörik. A mentaleveleket nem törik darabokra, csak annyira zúzzák meg, hogy valamennyit kieresszenek a bennük lévő olajból. Ezután hozzáadják a rumot és gyorsan felkeverik, hogy a cukor feloldódjon és a mentalevelek felemelkedjenek az aljáról. Végül tört jeget és szénsavas vizet adnak az italhoz. A pohár díszítéséhez mentaleveleket és zöldcitrom szeleteket használnak.
A mojito az egyik legnépszerűbb rumalapú koktél. Több változata is létezik.
Pontos eredete vita tárgyát képezi, a legtöbben a mojito elődjének a draque elnevezésű italt tekintik, amely még a rum őséből, aguardientéből készült, létrejötte pedig Francis Drake egyik tengerészéhez köthető, aki 1593-ban kapott engedélyt I. Erzsébet angol királynőtől szeszes italok, kevert italok árusítására (a draque egyébként Drake becenevére utal, melynek jelentése sárkánykígyó). Mások a 19. századi kubai cukornádföldeken dolgozó afrikai rabszolgákhoz kötik az ital keletkezését. Az 1920-as évekre mindenesetre a mojito Kuba nemzeti italává vált, a szesztilalomnak köszönhetően az országba látogató amerikai turisták tették elsősorban népszerűvé. Elnevezésének eredetével kapcsolatban szintén két feltételezés él, az egyik szerint a kubai ételekhez is gyakran használt, lime levét is tartalmazó, a Kanári-szigetekről származó mojo szószról kapta a nevét, a másik szerint a spanyol mojado (nedves) szóból alakult ki a Mojito.